# Zelenîi Hai, Petrove
Zelenîi Hai (în ucraineană Зелений Гай) este un sat în comuna Petrivske din raionul Petrove, regiunea Kirovohrad, Ucraina.

## Demografie
Componența lingvistică a localității Zelenîi Hai
     Ucraineană (91,38%)
     Rusă (6,9%)
Conform recensământului din 2001, majoritatea populației localității Zelenîi Hai era vorbitoare de ucraineană (91,38%), existând în minoritate și vorbitori de rusă (6,9%).